# Diecezja La Rioja
Diecezja La Rioja (łac. Dioecesis Rioiensis) – diecezja Kościoła rzymskokatolickiego w Argentynie, sufragania archidiecezji San Juan de Cuyo.

## Historia
20 kwietnia 1934 roku papież Pius XI bullą Nobilis Argentinæ Nationis Eclessiæ erygował diecezję La Rioja. Dotychczas wierni z tym terenów należeli do diecezji (obecnie archidiecezji) Córdoba.

## Ordynariusze
- Froilán Ferreira Reinafé (1934 - 1964)
- Horacio Arturo Gómez Dávila (1964 - 1968)
- Błogosławiony Enrique A. Angelelli Carletti (1968 - 1976) męczennik Kościoła Katolickiego[2]
- Bernardo Enrique Witte OMI (1977 - 1992)
- Fabriciano Sigampa (1992 - 2005)
- Roberto Rodríguez (2006 - 2013)
- Marcelo Daniel Colombo (2013 - 2018)
- Dante Braida (od 2018)